# 電話オペレーター三人娘のOL事件簿
『電話オペレーター三人娘のOL事件簿』（でんわオペレーターさんにんむすめのオーエルじけんぼ）は、2002年5月10日にフジテレビ系列「金曜エンタテイメント」で放送されたテレビドラマ。主演は鈴木杏樹、森公美子、磯野貴理子。

## キャスト
- 高村明日香 - 鈴木杏樹
- 大場雪枝 - 森公美子
- 飯島薫子 - 磯野貴理子
- 内藤浩美 - 原千晶
- 朝比奈健太郎 - 宮迫博之
- 富永真人 - 蛍原徹
- 菊池瑠美 - 街田しおん
- 遠藤留美 - 水木薫
- 佐藤常務 - 北見敏之
- 佐藤加奈 - 立石涼子
- 警備員 - 加世幸市
- 転倒する老婆 - 森康子
- マンションの管理人 - 椎名泰三
- 掃除婦 - 松美里杷
- 永倉大輔、市丸優、高木まみ子、加藤綾子、大野雅子、戸田恵、フランシーミホ、田村友里、川本淳市、佐々木和也、永田萌、椎橋理恵、柳和佐、上原千智、植村りんご、松原綾央、各務立基

## スタッフ
- 脚本 - 原田菜緒子
- 監督 - 松田秀知
- 企画 - 清水賢治、金井卓也
- 音楽 - 塚田益章
- プロデューサー - 関口静夫、釜谷正一郎、筒井善範
- 制作 - フジテレビジョン、共同テレビジョン